# アンダーバリュー
アンダーバリュー(英:Under Value)とは、貿易における不正取引の一つ。
関税の支払いを安く抑えるために、輸入通関時におけるインボイスの単価・金額等を実際の取引上の金額よりも安く表示させ、
後日実際の取引上の金額にて送金すること。一種の脱税であるため、刑事罰の対象となる。
主な事例を以下に挙げる。

## サンプル品
輸出者と結託し、サンプル品と偽って不当に安く輸入し、後日輸出者に正規の金額を送金するというのが最も露骨なアンダーバリューである。たとえ無償サンプルであってもインボイス上には単価と金額を設定し("No Commercial Value For Customs Clearance Purpose Only"等の文言を記載する必要がある)、
輸入時には関税の支払いをしなければならない。
また、サンプル品を含めた数量をもって有償分の合計金額を割り、単価を均一に設定した場合も必然的に単価が安くなるため、アンダーバリューに抵触する可能性がある。

## クレーム値引き
前回取引分のクレーム値引きを含める場合はアンダーバリューを防ぐため、単価調整ではなく、理由を明記した上で合計金額から値引きを行うことが求められる。
また、クレームに対する補償を後日送金する場合も輸出者から請求書を発行させ、書類上の証拠を残しておかないと財務監査等で説明を求められる可能性がある。
アンダーバリューを防ぐため、各国税関では統計品目番号毎に、ある程度幅を持たせた単価を資料として保有しており、これから著しく逸脱する場合は
通関時に調査・聴取され、トラブルになることもある。
また、インボイス上の取引数量を少なく表示することは、密輸となり、同じく刑事罰の対象である。